# Landgericht Dachau
Das Landgericht Dachau war ein herzoglicher Herrschaftsbezirk in Altbayern mit Sitz in Dachau, der vom mittleren Ampertal im Osten bis an die Isar heranreichte und nordwestlich von der Glonn begrenzt wurde.
Die Landgerichte waren im Königreich Bayern Gerichts- und Verwaltungsbehörden, deren administrative Aufgaben ab 1862 von Bezirksämtern übernommen wurden. Zur Unterscheidung der unterschiedlichen Aufgabenbereiche wurden bereits seit 1862 die bisherigen Landgerichte als Landgericht älterer Ordnung bezeichnet.

## Geschichte
Schon seit Ende des 12. Jahrhunderts war die Burg Dachau das Herrschaftszentrum des dortigen Besitzes der Grafen von Scheyern bzw. der Wittelsbacher. Nördlich grenzte das Landgericht Dachau an die altbairischen Landgerichte Kranzberg und Aichach, westlich an Friedberg und Landsberg, südlich an Starnberg, östlich an Wolfratshausen und die Residenzstadt München, sowie die bischöflich freisingische Grafschaft Ismaning.
Bei der Neugliederung der unteren Justiz- und Polizeibehörden unter Leitung des Ministers Montgelas erhielt das Landgericht Dachau 1803 das Gebiet Indersdorf vom Landgericht Kranzberg, musste aber das Gebiet Neuhausen an das neugebildete Landgericht München abgeben. Als 1823 das Landgericht Bruck gebildet wurde, verlor der Landgerichtsbezirk weitere 16 Steuerdistrikte.
Die Trennung von Justiz und Verwaltung auch auf der unteren Ebene im Königreich Bayern führte 1862 zur Bildung des Bezirksamts Dachau, auf das die Verwaltungsgeschäfte übergingen; das Landgericht bestand bis 1879 als reine Justizbehörde unter dieser Bezeichnung und wurde 1879 aufgrund des reichseinheitlichen Gerichtsverfassung in Amtsgericht umbenannt.
Die Bezirke von Amtsgericht und Bezirksamt (seit 1939 Landkreis) blieben von 1862 bis 1972 unverändert.

## Mittelbehörde
Das Landgericht Dachau gehörte seit der Einteilung des Königreichs in Kreis ab 1. Oktober 1808 zum Isarkreis, der 1838 in Kreis Oberbayern umbenannt wurde.